# Meioneta pseudofuscipalpis
Meioneta pseudofuscipalpis är en spindelart som först beskrevs av Jörg Wunderlich 1983.  Meioneta pseudofuscipalpis ingår i släktet Meioneta och familjen täckvävarspindlar.
Artens utbredningsområde är Nepal. Inga underarter finns listade i Catalogue of Life.